# Bronson Reed
Pour les articles homonymes, voir Reed.
Jermaine Haley (né le 25 août 1988 à Adelaide) est un catcheur (lutteur professionnel) australien. Il travaille à la World Wrestling Entertainment, dans la division Raw, sous le nom de « Big » Bronson Reed.
Il est également connu sous le nom de Jonah Rock lorsqu'il faisait partie du clan The Mighty Don't Kneel. Il est le vainqueur de la bataille royale André the Giant en 2024.

## Jeunesse
Jermaine Haley est né le 25 août 1988 à Adelaide, en Australie, il est de descendance samoan,. Il est fan de catch depuis l'enfance notamment de Dusty Rhodes.

## Carrière dans le catch

### Début de carrière (2007-2018)
Débutant en 2007 sous les noms de Jonah Rock et J-Rock, il passa ses onze premières années de carrière à lutter sur le circuit indépendant australien. 
Lorsqu'il luttait en Australie, il remporta un bon nombre de championnats : il est un ancien triple Wrestle Rampage Australian National Champion ; il a aussi remporté une fois les Explosive Pro Wrestling Tag Team Championship, une fois le Pacific Pro Wrestling Heavyweight Championship, une fois le Professional Wrestling Alliance Heavyweight Championship, une fois le Melbourne City Wrestling World Heavyweight Championship et une fois le Intercommonwealth Championship.
Il lutta également en dehors de l'Australie, notamment dans les fédérations Pro Wrestling NOAH au Japon, à la PROGRESS Wrestling en Angleterre et à la Westside XTreme Wrestling en Allemagne.

### World Wrestling Entertainment (2019-2021)

#### NXT (2019-2021)
En janvier 2019, il est rapporté que Haley venait de signer un contrat de développement en même temps que onze autres recrues. Il fit ses débuts en live event de NXT sous son vrai nom le 4 mai 2019 en battant Cezar Bononi. En juin, son nom de ring est changé pour celui de Bronson Reed.
Lors de l'épisode de NXT du 17 juillet 2019, Reed fait ses débuts télévisés en passant le premier tour du NXT Breakout Tournament en battant Dexter Lumis. Le 31 juillet à NXT, il perd contre Cameron Grimes lors du deuxième tour du tournoi,.
Le 22 juillet à NXT, Reed bat Johnny Gargano et Roderick Strong pour se qualifier pour un ladder match déterminant le prochain NXT North American Champion à NXT: Takeover XXX,. Le 22 août lors de Takeover XXX, il perd le ladder match au profit de Damian Priest (ce match incluait aussi Cameron Grimes, Velveteen Dream et Johnny Gargano).
Le 16 décembre à NXT, après quelques mois d'absence, la WWE annonce que Reed sera de retour à l'action la semaine suivante. Le 23 décembre à NXT, il fait revient pour battre rapidement Ashante "Thee" Adonis.
Lors de NXT TakeOver: Stand & Deliver, il gagne un Gauntlet Eliminator Match pour affronter Johnny Gargano pour le NXT North American Championship : le lendemain lors de NXT TakeOver: Stand & Deliver, Reed perd ce match. Le 27 avril à NXT, il bat Austin Theory et devient challenger au NXT North American Championship.

#### NXT North American Champion, Perte du Titre et départ (2021)
Le 18 mai à NXT, il bat Johnny Gargano et devient le nouveau NXT North American Champion, remportant le titre pour la première fois de sa carrière. Lors de NXT Takeover: In Your House, lui et MSK battent La Llegado Del Fantasma et conservent leurs titres. Le 30 juin à NXT, il perd son titre contre Isaiah Swerve Scott.
Le 6 août 2021, il est renvoyé par la WWE.

### New Japan Pro Wrestling (2021-2022)
Le 13 novembre 2021 à Battle in the Valley, il fait ses débuts à la New Japan Pro Wrestling, en tant que Heel, sous le nom de JONAH, en confrontant Moose et en attaquant FinJuice.

### Impact Wrestling (2021-2022)
Il fait ses débuts le 20 novembre lors de Turning Point en attaquant Josh Alexander et en laissant en sang dans le ring.

### Retour à la World Wrestling Entertainment (2022-...)
Le 19 décembre 2022 à Raw, il fait son retour à la World Wrestling Entertainment, un an et 4 mois après son renvoi, et aide The Miz à battre Dexter Lumis dans un Ladder match, dans lequel l'argent des deux catcheurs était en jeu.
Le 18 février 2023 à Elimination Chamber, il ne remporte pas le titre des États-Unis, remporté par Austin Theory dans un Men's Elimination Chamber match qui inclut également Seth "Freakin" Rollins, Montez Ford, Damian Priest et Johnny Gargano. Le 31 mars à WrestleMania SmackDown, il ne remporte pas la André the Giant Memorial Battle Royal, éliminé par Bobby Lashley en dernière position.
Le 6 mai à Backlash, il ne remporte pas la ceinture, rebattu par son même adversaire dans un Triple Threat match qui inclut également The All Mighty.
Le 5 août à SummerSlam, il ne remporte pas la Slim Jim SummerSlam 25-Man Battle Royal, gagnée par LA Knight.
Le 2 novembre 2024 à Crown Jewel, il perd face à Seth "Freakin" Rollins. Le 30 novembre aux Survivor Series: WarGames, The Bloodline (Solo Sikoa, Jacob Fatu, Tama Tonga, Tanga Loa) et lui perdent face à Roman Reigns, Sami Zayn, The Usos et CM Punk dans son tout premier Men's WarGames match. Le 10 décembre, il souffre d'une blessure à la cheville, doit subir une intervention chirurgicale et s'absenter pour une durée indéterminée. Le 24 mai à Saturday Night's Main Event XXXIX, il fait son retour de blessure après 5 mois d'absence, aide Bron Breakker et Seth Rollins à battre CM Punk et Sami Zayn et rejoint officiellement leurs rangs.
Le 2 août à SummerSlam, l'ancien double champion Intercontinental et lui perdent face à Jey Uso et Roman Reigns.

## Palmarès
- Explosive Pro Wrestling
  - EPW Tag Team Championship (1 fois) – avec Marcius Pitt
- International Wrestling Australia
  - IWA Heavyweight Championship (1 fois)[30],[31]
- Melbourne City Wrestling
  - MCW Heavyweight Championship (1 fois)
  - MCW Tag Team Championship (1 fois) - avec Hartley Jackson
  - MCW Intercommonwealth Championship (1 fois)
  - Ballroom Brawl (2017)
  - 3ème Triple Crown Champion
- NWA Australian Wrestling Alliance
  - NWA AWA Heavyweight Championship (1 fois)
  - Queensland Double Crown Championship (1 fois)
- Pacific Pro Wrestling
  - PPW Heavyweight Championship (1 fois)[32]
- Pro Wrestling Australia
  - PWA Heavyweight Championship (1 fois)
- Wrestle Rampage
  - WR Australian National Championship (3 fois)
  - WR Meltdown World Tag Team Championships (1 fois) - avec Hartley Jackson[33]
- World Wrestling Entertainment
  - NXT North American Championship (1 fois)
  - Vainqueur de la bataille royale Andre The Giant 2024

## Récompenses des magazines
- Pro Wrestling Illustrated

| Année | 2017 | 2018 | 2019 | 2020 | 2021 | 2022 | 2023 | 2024 |
| ----- | ---- | ---- | ---- | ---- | ---- | ---- | ---- | ---- |
| Rang  | 359  | 351  | 266  | 236  | 73   | 132  | 150  | 144  |